# Chiesa di San Quirico all'Ulivo

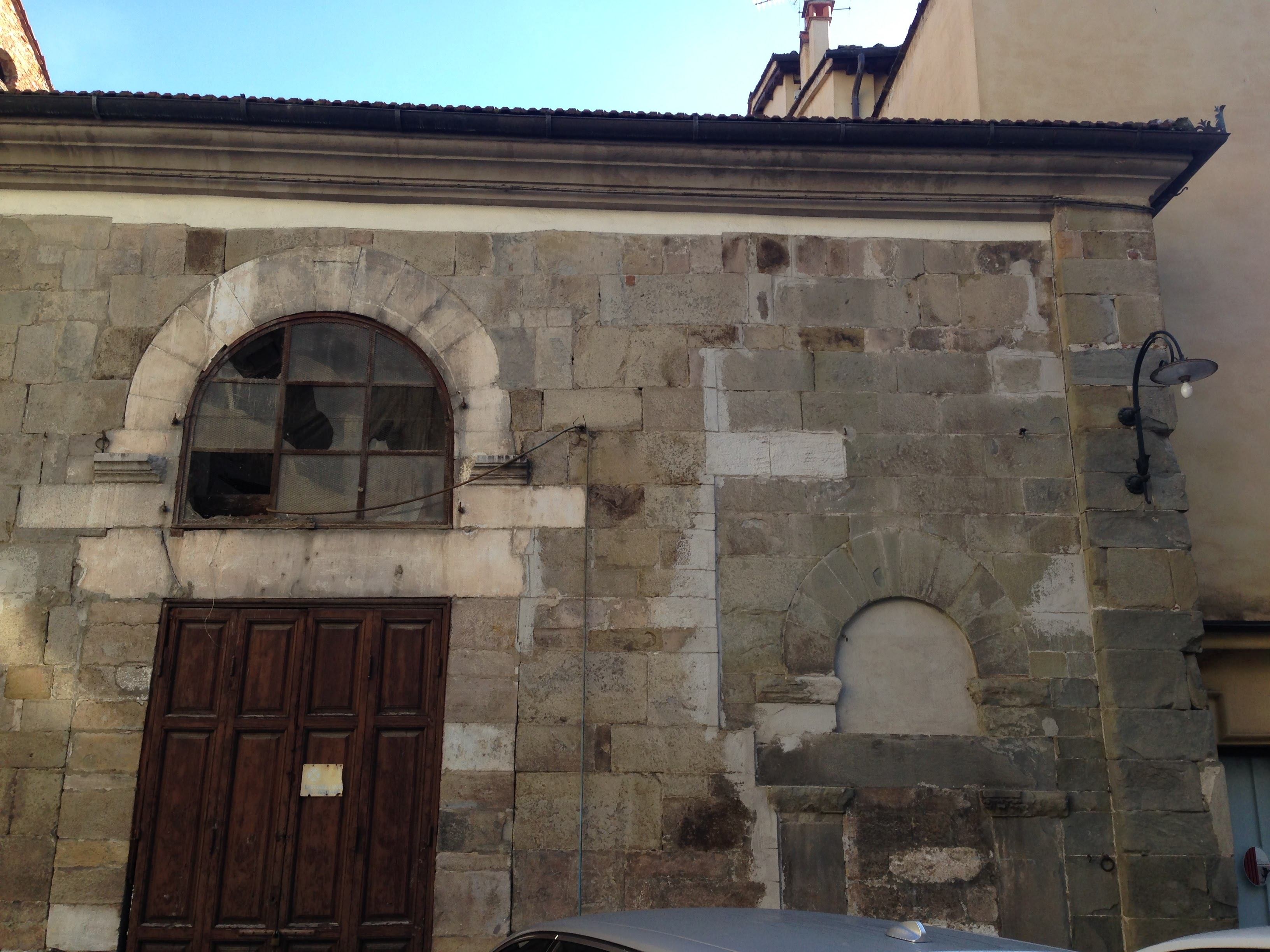
Chiesa di San Quirico all'Ulivo (facciata), Piazza S. Quirico, Lucca

La chiesa di San Quirico all'Ulivo è una chiesa di Lucca.
Soppressa agli inizi dell'Ottocento, è attualmente usata come sala cinematografica. Pesantemente manomessa, restano ancora oggi individuabili tratti dei fianchi con un paramento che sembra risalire alla ristrutturazione della fine del Duecento.
Infatti la chiesa, le prime notizie sulla quale risalgono all'XI secolo, ebbe un primo rinnovamento sul finire del XIII secolo. Attraversò un momento assai florido tra fine Trecento e metà del Quattrocento, attestato sia dalle notizie documentarie relative a grandi lavori di ristrutturazione architettonica e di arricchimento dell'arredo, sia della qualità delle opere rimaste, alcune delle quali confluite nelle collezioni dei Musei Nazionali.